# Viaje al centro de la Luna
Viaje al centro de la Luna (en inglés, Voyage: Inspired by Jules Verne) es un videojuego de aventura con gráficos pre-renderizados. El juego fue desarrollado por Kheops Studio y publicado para PC por The Adventure Company en el año 2005. La historia del juego se centra en el viaje a la Luna de un aventurero francés  en el siglo XIX y en la antigua civilización lunar que encuentra al llegar.  
La historia del videojuego está basada en una interpretación libre de las novelas de ciencia ficción De la Tierra a la Luna y Alrededor de la Luna de Julio Verne, y Los primeros hombres en la Luna, de H. G. Wells. Recibió reacciones desiguales. Mientras que algunos críticos lo elogiaron por sumergir al jugador estéticamente en el siglo XIX; otros lo han criticado por presentar gráficos anticuados y texturas opacas.
Aunque se mantiene fiel a la mayoría de las convenciones de los juegos de aventura, Viaje al centro de la Luna tiene algunas características únicas en su género. Estas incluyen dos minijuegos de destreza que hacen uso de la gravedad reducida en la configuración lunar del juego y un "Sistema de gestión de inteligencia" en el que se asigna una puntuación al jugador por cada rompecabezas que resuelve y por ciertas acciones. The Adventure Company introdujo esta característica para motivar a los jugadores a jugar de vuelta  para aumentar su puntaje acumulativo.  

## Cómo se juega
El enfoque principal de Viaje al centro de la Luna es la resolución de acertijos. El jugador tiene las opciones de moverse haciendo clic y de girar la cámara 360 grados. Además, hay varios tipos de rompecabezas en el juego, incluidos los relacionados con la vida de las plantas nativas en la luna, los rompecabezas mecánicos, los rompecabezas de audio y los rompecabezas matemáticos. Muchos de estos rompecabezas requieren que el jugador descifre y utilice el idioma nativo de la Luna.
Viaje al centro de la Luna presenta dos minijuegos de destreza únicos. El primero de estos requiere que el jugador recolecte burbujas flotantes en una lata usando la configuración lunar de baja gravedad y el segundo requiere que el jugador ejecute grandes saltos a través de la superficie del satélite. Estos dos minijuegos forman solo una parte menor del juego. El juego también tiene varias secuencias cronometradas qué requieren que el jugador termine un rompecabezas dentro de un límite de tiempo. La consecuencia de fallar en uno de estos rompecabezas es la muerte, después de la cual el jugador puede regresar y volverlo a jugar.  Los jugadores también pueden ser asesinados como resultado de haber tomado acciones incorrectas relacionadas con la historia del juego.  
El juego tiene, además, un sistema de inventario que le permite al jugador recoger y guardar docenas de artículos diferentes, pudiendo guardar hasta tres copias de un mismo artículo en un momento dado.  Uno de los principales usos del inventario es combinar artículos para crear nuevos artículos. Este proceso de romper y reformar elementos en el inventario comprende una gran parte del aspecto del rompecabezas del juego.  El inventario también se puede usar para crear comidas que el jugador puede consumir, habilidad que juega un papel importante en varios rompecabezas.  El inventario también puede ser usado para crear plantas lunares híbridas, que juegan un papel crítico en los primeros acertijos del juego.  

### Sistema de gestión de Inteligencia
El "Sistema de Gestión de Inteligencia" presentado en Viaje al centro de la Luna es una puntuación asignada al jugador por los selenitas, nativos de la Luna. Este puntaje aumenta con cada rompecabezas que el jugador resuelve, y con ciertas acciones, haciendo que los selenitas traten al jugador con más respeto.  Durante una entrevista con GamersInfo, Benoît Hozjan, Director Gerente y cofundador de Kheops Studio, describió el sistema diciendo: 

Para jugar Viaje al centro de la Luna, tienes que tener al universalmente famoso 'IQ lunar'. Por ejemplo, durante un acertijo, los jugadores que contestan al azar deberían tener menos puntos. Los jugadores no tendrán restricciones pero progresaran más lentamente. Cada jugador tendrá diferentes maneras de entrar a un cuarto nuevo, en ocasiones las pistas pueden ser muy sutiles pero casi siempre hay 2 o 3 pistas para resolver el desafío y un IQ más alto puede ayudarte.

En la misma entrevista, Alexis Lang, el diseñador principal del juego en Kheops, declaró que: "[Una] puntuación baja no significa de ninguna manera que seas estúpido, solo significa que algunas personas lunares pomposas y bombásticas piensan que tu personaje es ¡tonto!"  Esto refleja el hecho de que el "Sistema de gestión de inteligencia" está diseñado principalmente para ganarse el respeto de los selenitas. Sin embargo, Hozjan también dijo que espera que "los jugadores intenten aumentar su puntaje y  compartan su experiencia a través de foros".  The Adventure Company a utilizado al sistema en su estrategia de marketing, presentándolo como un valor ya que los jugadores pueden jugar más de una vez para obtener la puntuación más alta.    

## Sinopsis

### Escenario
La historia empieza en 1865 cuando Barbicane, presidente del 'Gun Club', decide construir un enorme cañón que le permitiera disparar un proyectil en Baltimore. Este proyectil sería capaz de soportar la vida humana, enviando tres personas a la luna con la esperanza de un aterrizaje exitoso. El protagonista, Michel Ardan, se ofrece como voluntario para el viaje. Después de una breve introducción del juego dentro del proyectil, Ardan aterriza en la Luna y conoce a los selenitas, así como al complejo ecosistema de plantas lunares. Las principales áreas accesibles en el juego son la superficie lunar y la civilización subterránea selenita. 
Los 'selenitas' son los habitantes subterráneos de la luna. Son una sociedad altamente inteligente que se basa en la jerarquía y el secreto. Poseen piel azul, grandes ojos negros y lóbulos cerebrales transparentes a cada lado de sus cabezas. Su apariencia es una referencia al libro de HG Wells Los primeros hombres en la luna, ya que los aventureros nunca aterrizan en la luna en la historia original de Verne. 
La sociedad selenita está dividida en castas. Sus miembros viven en un gran complejo debajo de la superficie de la Luna del cual rara vez se aventuran, a excepción de los "exiliados". Es una sociedad donde "destierran a quienes no encajan, a los criminales y psicóticos", enviándolos a la superficie de la luna. Hay tres exiliados selenitas con los que el jugador puede interactuar; viven en la superficie y por la noche duermen aislados en sus establos subterráneos. Cada exiliado tiene dos plantas diferentes en cada hombro con las que comparten un vínculo especial.  

### Personajes
El jugador es Michel Ardan, un científico francés excéntrico e intrépido. Es descripto como  entusiasta, atrevido y alegre.  Barbicane, presidente del Gun Club, y el capitán Nicholl, un ingeniero, fueron encontrados muertos al comienzo del juego, sin haber sobrevivido el vuelo a la Luna. En la historia se menciona a una mujer llamada Diana cuyos antepasados hicieron contacto con los selenitas. Además de estos personajes humanos,  hay  personajes selenitas como el Supremo Gobernante de la Luna, el Alto Dignitario, el Escorbuto, el Escrúpulo y los tres exiliados.  

### Trama
Viaje al centro de la Luna comienza cuando Ardan despierta dentro de la carcasa de aluminio del proyectil y descubre que sus dos compañeros, Barbicane y Nicholl, han muerto. La primera parte del juego consiste en la subsiguiente investigación del proyectil, intentando recuperar su memoria y averiguar cómo murieron Barbicane y Nicholl. También se encontrará con otros problemas, especialmente cuando su suministro de oxígeno es bajo y hay que remediarlo. Finalmente, el viaje de Ardan lo llevará a una órbita alrededor de la Luna en la que debe prepararse para un aterrizaje lunar. 
Una vez que Ardan aterriza con éxito en la Luna, debe resolver una serie de acertijos en la superficie para obtener acceso a la civilización oculta. Allí se encuentra con la raza selenita.  Después de esto, Ardan se enfoca en encontrar la manera de abandonar la Luna e informar sobre hallazgos en la Tierra.  Después de adquirir lo que necesita, Ardan viaja de regreso a la Tierra en el proyectil.  Aterriza en el océano y logra nadar a una isla cercana, donde conoce a otro famoso personaje de Julio Verne, el Capitán Nemo.  

## Desarrollo
El videojuego se anunció como Journey to the Center of the Moon para PC en el E3 2005. The Adventure Company colaboró con los desarrolladores de Kheops Studios para el lanzamiento. Benoît Hozjan, cofundador de  Kheops Studio, se convirtió en director ejecutivo del juego, mientras que  Alexis Lang lideró el equipo de diseño.
El título en inglés Journey to the Center of the Moon pasó a llamarse Voyage: Inspired by Jules Verne . Benoît Hozjan explicó el cambio diciendo que Viaje al centro de la Luna "podría ser confuso y algunas personas pensaron que podría ser la secuela de Viaje al centro de la Tierra, otro juego de PC inspirado en Verne ". El nombre fue cambiado el 7 de julio de 2005, unos meses después del anuncio del juego. Sin embargo, el título original fue mantenido en la localización al español.
Benoît Hozjan explicó que Kheops Studio eligiera al trabajo de Julio Verne como base para Viaje al centro de la Luna, diciendo que: "Las novelas de Julio Verne proporcionan los dos elementos centrales que necesitan los juegos de aventura: sueños y desafíos. Los personajes son hombres comunes involucrados en desafíos concretos que proporcionan  [una] gran inspiración para los rompecabezas ". Además, continuó diciendo que el juego está influenciado por De la tierra a la luna, de Verne, que documenta el camino previo al viaje lunar. Sin embargo, toma mayor inspiración fue la secuela De vuelta a la luna, que relata el viaje real.  La principal diferencia, dijo Hozjan, fue que en la novela los protagonistas no llegan a la Luna, mientras que en Viaje al centro de la Luna el viaje es un éxito.  Además, Alexis Lang atribuyó la inspiración para los selenitas a Los primeros hombres en la luna de HG Wells, explicando que: "[Wells] imaginó una civilización selenita muy antigua horrorizada por la aspereza humana. Wells era más misántropo que Verne. Para equilibrar este hecho, agregamos un toque de ironía en nuestra historia y elegimos un personaje principal muy optimista y alegre ".  
The Adventure Company anunció el lanzamiento del demo de Viaje al centro de la Luna el 3 de agosto de 2005. La demostración incluyó una introducción del juego en el proyectil. El lanzamiento del juego estaba programado para el 27 de septiembre, pero terminó siendo lanzado antes de lo esperado, el 16 de agosto de 2005.

## Recepción
| Publicación            | Puntuación (/ 100) |
| ---------------------- | ------------------ |
| 2404                   | 86                 |
| Solo aventura          | 83                 |
| Dilema                 | 80                 |
| Jugadores de aventuras | 80                 |
| Game Chronicles        | 79                 |
| Jolt Online Gaming UK  | 76                 |
| BonusStage             | 75                 |
| GameOver en línea      | 73                 |
| Zona de juegos         | 68                 |
| G4                     | 60 60              |
| ICGames                | 60 60              |
| GameSpot               | 60 60              |

En general, Viaje al centro de la Luna recibió críticas mixtas. Según Metacritic, los críticos han otorgado puntajes de Viaje al centro de la Luna entre 60% y 86%.  Uno de los aspectos más positivos del juego fue su capacidad para recrear el ambiente de la ciencia ficción del siglo XIX, con GameSpot escribiendo que el juego "recrea muy bien el humor caprichoso de la ciencia ficción del siglo XIX [y] un sentido de maravilla llena cada píxel del diseño gráfico ". Por el contrario, Game Over Online Magazine dijo que, una vez que el jugador abandona la cápsula y llega a la luna, en lugar de tener vistas coloridas y maravillosas el juego se vuelve  aburrido e inconsistente. El aspecto del rompecabezas de Viaje al centro de la Luna también obtuvo respuestas mixtas. Por otro lado, para  GameSpot  los aspectos de rompecabezas de Viaje al centro de la Luna lograban  "reducir la historia de Julio Verne a una serie de acertijos lógicos torpemente arreglados diseñados para probar la paciencia de los veteranos de los juegos de aventuras".  Los acertijos del juego a menudo son extremadamente difíciles, Just Adventure, por ejemplo, atribuye la dificultad inesperada del juego al hecho de que a menudo hay varias formas diferentes de lograr los mismos objetivos debido al "Sistema de gestión de inteligencia" del juego. El sistema de inventario del juego recibió elogios de Gamersinfo por estar muy bien hecho.
En términos de diseño gráfico, Viaje al centro de la Luna fue mal recibido. Gamezone describió que los gráficos  contenían algunos colores vibrantes, pero carecían de la vista exuberante y espectacular que se ha visto en innumerables otros juegos de aventuras. Viaje al centro de la Luna también ha sido criticado por su falta de historia propia y su excesiva dependencia de la historia de Verne. La percepción de la música del juego fue generalmente positiva.  Jolt describió que la música  tiene una agradable sensación retro-futurista que crea el ambiente perfecto. G4 consideró que la voz del juego era demasiado dramática pero apropiada, aunque criticó muchos de los efectos de sonido argumentando que eran cursis.  GameSpot describió el diálogo de Ardan como algo flojo, y también criticó los efectos de sonido del juego.  Metacritic promedió los puntajes de varias reseñas en Internet de Viaje al centro de la Luna, llegando a una calificación del 71%, la más cercana a una calificación 'general' del juego.